# 부천소방서
부천소방서(富川消防署, Bucheon Fire Station)는 경기도 부천시를 관할하는 경기도 소방재난본부 산하의 소방서이다.
소방서장은 소방정으로 보한다.

## 연혁
- 1977년 3월 5일: 부천소방서 개서
- 1995년 3월 25일: 중동으로 이전
- 1996년 10월 16일: 시흥소방서 분리
- 1999년 3월 15일: 김포소방서 분리
- 2004년 3월 16일 범박119안전센터 개청
- 2005년 1월 20일 신상119안전센터 개청
- 2018년 1월 10일 내동119안전센터 -> 오정119안전센터로 변경
- 2018년 4월 9일 도심형 119구급대 운영(심곡출동대 폐지)
- 2019년 1월 16일 여월119안전센터 개청
- 2020년 12월 9일 안전체험관 개관
- 2023년 4월 18일 안전체험관 증축 개관
- 2024년 3월 25일 조직개편에 따른 119구급대 폐지, 청문인권담당관 신설 재난예방과-> 화재예방과로 변경(소방안전특별점검단, 소방패트롤팀 폐지, 화재안전조사팀 - > 화재예방과로 편입)

## 조직
| - 청문인권담당관 - 청문인권담당관 | - 소방행정과 - 소방행정팀 - 회계장비팀 | - 화재예방과 - 예방대책팀 - 생활안전팀 - 화재안전조사팀 - 소방민원팀 | - 재난대응과 - 대응전략팀 - 구조팀 - 구급팀 | - 화재조사분석과 - 광역조사팀 - 화재조사팀 | - 현장지휘단 - 현장지휘1~3팀 - 안전지원1~3팀 |

## 관할센터 및 관할구역
부천소방서는 10개의 119안전센터와 1개의 구조대 및 구급대를 산하에 두고 있다.
| 명칭                  | 주소             | 관할구역                                      | 비고        |
| --------------------- | ---------------- | --------------------------------------------- | ----------- |
| 중앙119안전센터       | 신흥로 115       | 원미1,2동, 춘의동, 도당동, 중2동, 심곡1,2,3동 | 본서에 위치 |
| 오정119안전센터       | 신흥로 499       | 신흥동, 오정동                                |             |
| 중동119안전센터       | 부일로 346       | 중동, 송내 2동, 심곡본동, 심곡본1동           |             |
| 괴안119안전센터       | 부광로8번길 49   | 역곡1,2,3동, 괴안동, 소사동                   |             |
| 원종119안전센터       | 원종로79번길 41  | 원종1동, 고강본동, 고강1동                    |             |
| 상동119안전센터       | 장말로 113       | 상동, 상1,2동, 송내1동                        |             |
| 서부119안전센터       | 계남로 169       | 중1, 3동, 약대동                              |             |
| 범박119안전센터       | 범안로 127       | 범박동, 소사본동, 소사3동                     |             |
| 신상119안전센터       | 상동로117번길 36 | 상3동, 중4동                                  |             |
| 여월119안전센터       | 여월로 62        | 성곡동, 원종2동, 여월동                       |             |
| 부천소방서 119구조대  | 신흥로 115       | 경기도 부천시 일원                            | 본서에 위치 |
| 부천소방서 심곡출동대 | 신흥로56번길 46  | 경기도 부천시 일원                            |             |

## 사건사고
- 부천 LPG 충전소 폭발 사고

## 같이 보기
- 대한민국 소방청
- 대한민국의 소방
- 소방관 계급